# Araneus triguttatus
Araneus triguttatus (Synonym: Atea triguttata) ist eine Webspinne aus der Familie der Echten Radnetzspinnen (Araneidae), die der Schulterkreuzspinne (Araneus sturmi) sehr ähnlich ist.

## Merkmale
Die Männchen von Araneus triguttatus erreichen eine Körperlänge bis zu 4,5 Millimetern, die Weibchen sind wie bei den meisten Webspinnen adult merklich größer und erreichen eine Körperlänge von 6 Millimetern. Sie sind damit etwas größer als die Weibchen und Männchen der verwandten Schulterkreuzspinne. Von oben her gesehen hat der Hinterleib eine fast dreieckige Form. Er ist etwas breiter als lang. Seine Grundfarbe ist gelblich bis braun und er ist mit feinen Härchen besetzt. An den beiden vorderen Ecken liegt jeweils ein nach hinten bogenförmig begrenzter, brauner Fleck. Dahinter befinden sich auf hellem Grund meist drei braune Querbänder. Das Sternum auf der Unterseite der Spinne ist ebenso hell wie die Hüften.
Die rotbraunen Beine sind mit hellen, gelblich-weißen Ringeln und mit langen Borsten versehen. Die Männchen haben längere Beine und einen schlankeren Hinterleib als die Weibchen.

### Ähnliche Arten
Araneus triguttatus ist äußerlich schwer von der Schulterkreuzspinne (Araneus sturmi) zu unterscheiden, da beide Arten die charakteristischen Schulterflecken und eine große Variabilität der Zeichnungen auf dem Abdomen aufweisen. Eine mikroskopische Untersuchung der Genitalien ist erforderlich, um die beiden Arten sicher zu bestimmen. Die Männchen von Araneus sturmi haben drei kurze Spitzen auf dem Fortsatz (Apophyse) des Tegulums auf dem Pedipalpus. Der Abstand dieser Spitzen voneinander ist gleichmäßig. Bei Araneus triguttatus hat die Apophyse jedoch drei lange Spitzen, von denen zwei enger beisammenstehen. Bei den Weibchen von Araneus sturmi trägt die Epigyne einen verlängerten Scapus, bei Araneus triguttatus ist der Scapus kürzer und distal sehr breit.

## Vorkommen
Araneus triguttatus ist paläarktisch verbreitet und kommt auch in weiten Teilen Europas vor. Im Norden Europas ist sie eher selten, in Nordeuropa kommt sie in Schweden und Norwegen vor. In einigen südosteuropäischen Ländern und in einigen Staaten der Kaukasusregion ist sie nicht nachgewiesen.
Sie ist auf Bäumen und Sträuchern zu finden, hauptsächlich auf Laubbäumen. Die verwandte Schulterkreuzspinne bewohnt hingegen vorwiegend Nadelwälder.

## Lebensweise
Araneus triguttatus webt ihr Radnetz meist am Waldrand auf laubtragenden Bäumen und Büschen, besonders zwischen den Blättern von Eichen. Die Tiere sind nachtaktiv.

## Erstbeschreibung
Die Art wurde von Johann Christian Fabricius im Jahr 1793 als Aranea triguttata erstmals beschrieben.